# Чементир (Перуђа)
Чементир је насеље у Италији у округу Перуђа, региону Умбрија.
Према процени из 2011. у насељу је живело 6 становника. Насеље се налази на надморској висини од 342 м.